# اریک‌لی (شاوشات)
اریک‌لی (به ترکی استانبولی: Erikli) یک منطقهٔ مسکونی در ترکیه است که در شاوشات واقع شده‌است. اریک‌لی ۱۸۴ نفر جمعیت دارد.